# Кёпрюкёй
Кёпрюкёй (тур. Köprüköy) — город и район в провинции Эрзурум (Турция).

## История
В военной истории город стал широко известен во время Первой мировой войны, когда на данном театре военных действий произошли события, именуемые историками как Кёприкейская операция (19 октября — 20 ноября 1914 года) и Кеприкейское сражение (28 декабря 1915 года — 7 января 1916 года).